# Рейнальд IV (герцог Гелдерна і Юліха)
Рейнальд IV (1365 — 25 червня 1423) — герцог Гельдерський та Юліський з 1402 року. Син Вільгельма II, герцога Юліського та Марії Гельдернської, сестри правителів Гельдерна Рейнольда III та Едуарда.

## Біографія
Молодший брат першого герцога об'єднаного Гельдерна і Юліха Вільгельма І і другий їх володар, що став правити після смерті Вільгельма 1402 року. Рейнальд у союзі з володарями Голландії, Ено і Зеландії з роду Віттельсбахів намагався сповільнити просування Бургундії на землі Нідерландів. Після переходу Брабанта Антуану Бургундському в 1406 році, Рейнальд відійшов від Віттельсбахів та вступив у союз з німецьким королем Рупрехтом та герцогом Людовиком Орлеанським.
1407 р. Рейнальд підтримав свого родича Яна ван Аркеля проти Голландського графства, за що 1409 р. отримав місто Горінхем. Це призвело до нового протистояння з голландцями, яке закінчилася 1412 року, коли Рейнальд повернув Горінхем за велику суму грошей.
Рейнальд продовжив політику протистояння свого дому проти єпископів Утрехта та проти Голландії та Фрисландії. Зайняв Аркель, але 1422 року був змушений шукати миру і повернути свої завоювання.
1412 року переміг Голландію в боротьбі за провінцію Гронінген.

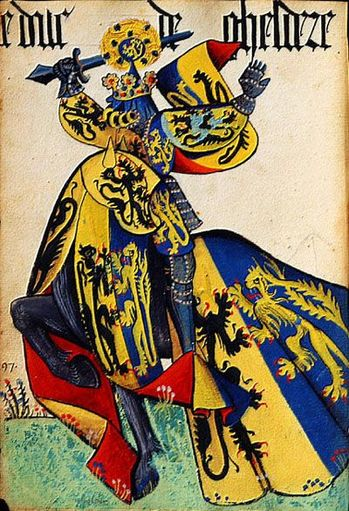
Рейнальд IV з середньовічного гербовника

Помер біля Арнема 25 червня 1423 року і був похований у монастирі Монкхайзен.
Після смерті Рейнальд IV об'єднане герцогство Гельдерна та Юліха перестало існувати. Гельдернське герцогство дісталось Арнольду Егмонду, онуку Жанни — сестри Рейнальда. Юліське герцогство відійшло Адольфу VII, герцогу Берзькому, що був двоюрідним братом Рейнальда та який віддав свого сина Руперта за Марію, вдову Рейнальда. Проте Руперт помер 1431 року. 1437 року, після смерті Адольфа VII, його племінник Герхард II став герцогом Юліським і Берзьким. У битві при Линніхе 3 листопада 1444 він здобув перемогу над Арнольдом Гельдернським, проте відмовився від своїх прав на Гельдерн, віддавши їх герцогу Бургундії. Так закінчилась багаторічна боротьба за Гельдернську спадщину.

## Сім'я
1405 року Рейнальд одружився з Марією д'Аркур, дочкою Жана VI, графа д'Аркур і д'Омаль.
Дітей у них не було.